# Herb gminy Łubnice (województwo łódzkie)
Herb gminy Łubnice – jeden z symboli gminy Łubnice, ustanowiony 29 marca 2006.

## Wygląd i symbolika
Herb przedstawia na tarczy srebrne koło napędowe młyna wodnego, pod nim srebrną falistą linię symbolizującą rzekę Prosnę, a nad nim – złotą koronę Władysława Jagiełły. 